# Козішкурт Олег Вадимович
Олег Вадимович Козішкурт (нар. 9 вересня 2003) — український футболіст, півзахисник «Локомотив» Київ.

## Життєпис
У ДЮФЛУ виступав за київські клуби «Атлет» та «Локомотив», а також «Шахтар» (Донецьк). Влітку 2020 року переведений до юнацької команди «Шахтаря», а 8 травня 2021 року провів свій єдиний матч за його молодіжний склад. 
Влітку 2021 року в статусі вільного агента перейшов до «Маріуполя», де спочатку виступав за юнацьку команду клубу. У футболці дорослої команди «приазовців» дебютував 18 вересня 2021 року в домашньому поєдинку 8-го туру Прем'єр-ліги України проти донецького «Шахтаря» (0:5). Олег вийшов на поле в стартовому складі, а на 61-й хвилині його замінив Олег Степаненко.
У липня 2023 року підписав контракт з професійним клубом «Локомотив» (Київ), який бере участь у матчах Другої ліги України з футболу.